# كريس كاسبر
كريس كاسبر (بالإنجليزية: Chris Casper)‏ هو لاعب كرة قدم ومدرب كرة قدم بريطاني في مركز الدفاع، ولد في 28 أبريل 1975 في بيرنلي في المملكة المتحدة. شارك مع منتخب إنجلترا تحت 18 سنة لكرة القدم ومنتخب إنجلترا تحت 21 سنة لكرة القدم. أما مع النوادي، فقد لعب مع سويندون تاون ومانشستر يونايتد ونادي بورنموث ونادي ريدنغ.

## وصلات خارجية
- كريس كاسبر على موقع قاعدة بيانات كرة القدم.إي يو (الإنجليزية)
- كريس كاسبر على موقع Soccerbase.com (لاعب) (الإنجليزية)
- كريس كاسبر على موقع Soccerbase.com (مدرب) (الإنجليزية)
- كريس كاسبر على موقع عالم كرة القدم.نت (الإنجليزية)